# Jang Mi-ran
Jang Mi-ran (hangul: 장미란; hanja: 張美蘭; McCune-Reischauer: Chang Mi-ran) (9 d'octubre de 1983) és una aixecadora de peses sud-coreana de la categoria de +75 kg, actual campiona olímpica i mundial.
Va començar en la halterofília a l'edat de 14 anys. De la mà del seu entrenador Yeom Dongchul va aconseguir renom mundial. Va participar en els Jocs Olímpics d'Atenes 2004, on es va conformar amb una medalla de plata en la controvertida final que va atorgar el triomf a la xinesa Gonghong Tang (es va argumentar que aquesta havia violat el reglament).
El 2006, a Wonju, Corea del Sud, Jang va batre la marca mundial de la seva categoria en aconseguir la molt superior xifra de 318 kg totals.
Va aconseguir el campionat mundial el 2006 i 2007, a Santo Domingo (República Dominicana) i a Chiang Mai, Tailàndia, respectivament. En ambdues competicions va empatar en pes aixecat amb la xinesa Mu Shuangshuang, però va ser declarada vencedora per tenir un pes inferior al del seu rival. Al Campionat Mundial de 2006 ambdues van aixecar 314 kg totals, i al Campionat Mundial de 2007 van empatar amb 310 kg.
Als Jocs Olímpics de Pequín 2008 va guanyar la medalla d'or en la seva categoria. Va trencar les marques mundials amb un registre de 140 kg d'arrencada, 186 kg d'enviró i 326 kg totals.